# كيب برينان
كيب برينان هو لاعب هوكي الجليد كندي، ولد في 27 أغسطس 1980 في كينغستون في كندا.

## وصلات خارجية
- كيب برينان على موقع دوري الهوكي الوطني (الإنجليزية)
- كيب برينان على موقع EliteProspects.com (الإنجليزية)
- كيب برينان على موقع Eurohockey.com (الإنجليزية)
- كيب برينان على موقع HockeyDB.com (الإنجليزية)
- كيب برينان على موقع Hockey-Reference.com (الإنجليزية)